# Król Edyp (film)
Król Edyp (wł. Edipo Re) – film fabularny koprodukcji włosko-marokańskiej z 1967 roku w reżyserii Piera Paola Pasoliniego. Ekranizacja antycznej tragedii Sofoklesa Król Edyp.
W Polsce premiera odbyła się w kwietniu 1969 roku w podwójnym pokazie z animowaną Niebieską kulą produkcji Studia Filmów Rysunkowych w Bielsku-Białej.

## Fabuła
Film składa się z trzech części: prologu – rozgrywającego się w latach dwudziestych XX wieku, dramatu właściwego – toczącego się w starożytności i finału – rozegranego w scenerii współczesnych ulic Bolonii i Mediolanu.

## Obsada
- Silvana Mangano jako Jokasta
- Franco Citti jako Edyp
  - Paolo Ferrari jako Edyp (głos)
- Alida Valli jako Merope
- Carmelo Bene jako Kreon
- Julian Beck jako Tyrezjasz
- Luciano Bartoli jako Lajos
- Francesco Leonetti jako sługa Lajosa
- Ahmed Belhachmi jako Polybos
- Giovanni Ivan Scratuglia jako kapłan Sacerdote
- Giandomenico Davoli jako pasterz Polybosa
- Ninetto Davoli jako posłaniec Angelo
- Laura Betti jako pokojówka Jocasty
- Pier Paolo Pasolini jako wysoki kapłan
- Isabel Ruth jako służąca Jocasty z owieczką

## Produkcja
Zdjęcia kręcono w Maroku (Warzazat, Ajt Bin Haddu, Zakura) oraz we Włoszech (Bolonia, Sesto San Giovanni w prowincji Mediolan, Sant'Angelo Lodigiano w prowincji Lodi).

## Nagrody
- 1967: udział w konkursie głównym o nagrodę Złotego Lwa na 28. MFF w Wenecji.
- 1968: dwie nagrody (za najlepszy film i scenografię) Włoskiego Narodowego Stowarzyszenia Dziennikarzy Filmowych.
- 1970: nagroda Kinema Junpo dla najlepszego filmu zagranicznego.